# Водный транспорт Запорожья

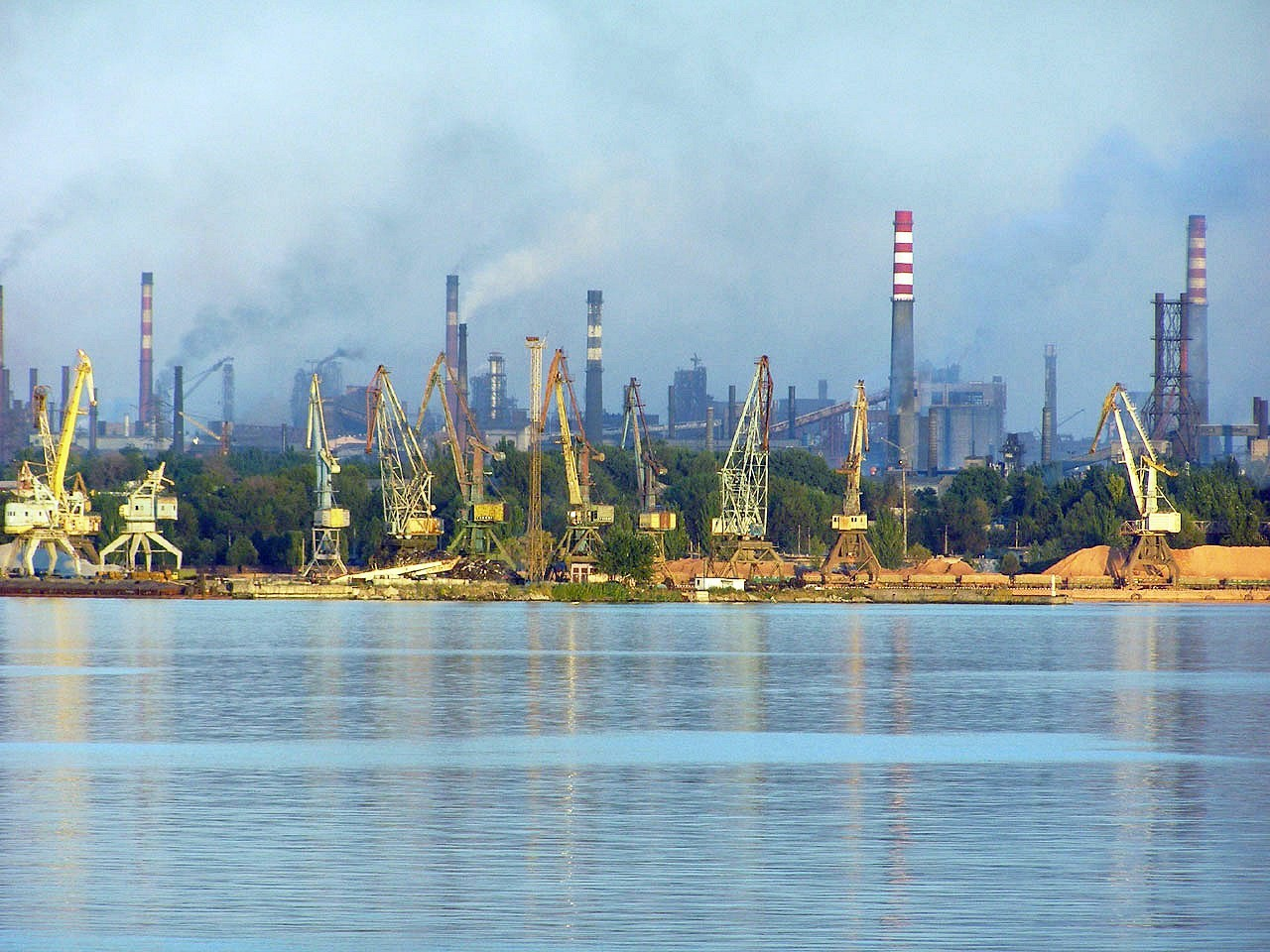
Заводы и речной порт,
вид с Днепра перед плотиной

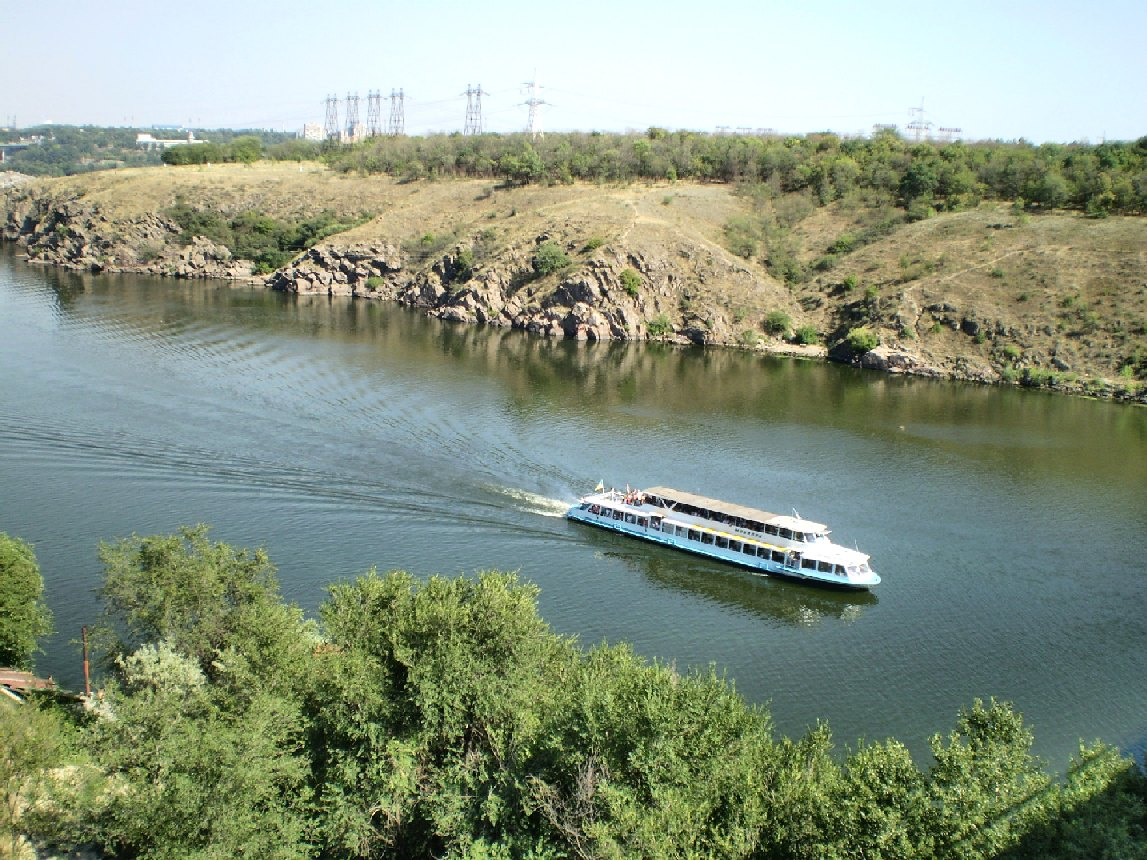
Экскурсионный теплоход возле острова Хортица

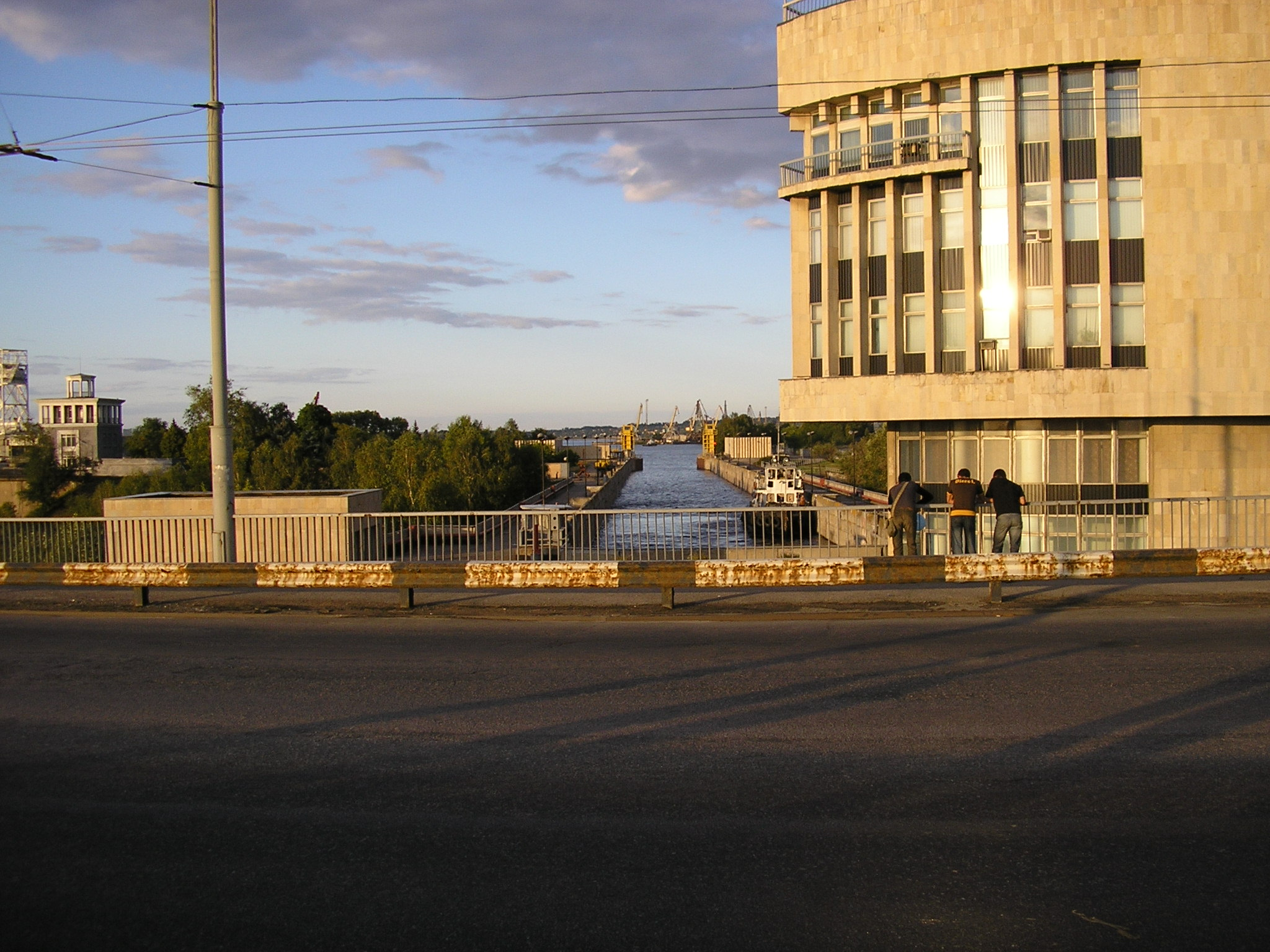
Трёхкамерный шлюз ДнепроГЭСа.

Водный транспорт Запорожья — система перевозки пассажиров и грузов, связывающая Запорожье с близлежащими территориями по реке Днепр.

## История
Появление в Запорожье водного транспорта обусловлено историческим размещением поселений, на месте которых позже сформировался город по обоим берегам Днепра. Ниже острова Хортица по течению Днепра после порогов проходил водный путь из варяг в греки. Порожистый участок реки от нынешнего города Днепр до Запорожья растянулся почти на 75 км, место, где сейчас находится плотина ДнепроГЭСа, было самым узким в низовьях Днепра, поэтому здесь была известная переправа, которой пользовались скифы, печенеги, половцы, а впоследствии и крымские татары, турки, славяне.

## Инфраструктура
Судоходные сооружения, выше плотины ДнепроГЭСа, на левом берегу включают аванпорт в верхнем бьефе, трёхкамерный шлюз и низовой подходный канал.
Инфраструктуру водного транспорта Запорожья составляют:
- речной порт имени Ленина
- речной вокзал «Запорожье».

### Речной порт
Речной порт Запорожья является одним из основных портов Украины.
Он расположен в нижней части Днепра, на расстоянии 310 км от устья реки. Общая территория порта — 39,7 га — включает в себя два грузовых района (13 причалов) и пассажирский участок (2 причала). Период навигации длится с марта по ноябрь. Предприятие принимает суда типа «река-море» с осадкой до 4 м и длиной до 180 м. На территории порта работают сорок три портальных крана. Запорожский речной порт специализируется на переработке широкого спектра грузов — руды, кокса, угля, металлолома, металлоизделий, удобрений, глины, песка, ферросплавов, бокситов. Мощность порта по перевалке грузов составляет 5 миллионов тонн в год.
Запорожский речной флот является дочерним предприятием компании «Укрречфлот», и в свою очередь дочерним предприятием Запорожского речного порта является Никопольский речной порт.. Был создан в 1934 году.

### Речной вокзал
Речной вокзал в Запорожье расположен у входа в Кривую бухту между грузовым причалом и Запорожским судостроительно-судоремонтным заводом. Здание вокзала 2-этажное, с открытыми галереями и легкими железобетонными колоннами, создающими вертикальное членение. Плоская крыша и сплошное остекление больших проемов создают облик светлого современного здания. Проектирование вокзала было выполнено Киевским отделением Гипроречтранса Министерства речного флота СССР. Основные проектные решения аналогичны проекту речного вокзала в Черкассах, с переработкой в сторону придания ему более современного силуэта.

## Навигация
В 2009 году навигация в Запорожье продолжалась с 28 апреля 2009 по 02 ноября 2009. По итогам навигации было перевезено 135 965 пассажиров. Из них 134 339 льготников и 1626 платных пассажиров. За льготников платила городская громада (664 тыс. грн.) и государство (1133 тыс. грн.) На линиях постоянно работало от 3 до 5 теплоходов.

## Факты
- Постройку и ремонт судов производит Запорожский судостроительно-судоремонтный завод.
- В городе есть Запорожский профессиональный лицей водного транспорта (ПТУ № 5)[7]
- В тёплое время устраиваются экскурсии на теплоходах от порта им. Ленина, речного вокзала, причала на Набережной.[8]